# Gakana
Gakana är ett vattendrag i Burundi.   Det ligger i provinsen Kayanza, i den centrala delen av landet, 60 kilometer nordost om huvudstaden Bujumbura.
Omgivningarna runt Gakana är en mosaik av jordbruksmark och naturlig växtlighet. Runt Gakana är det tätbefolkat, med 397 invånare per kvadratkilometer.